# Antonio Vargiu
Antonio Vargiu (Villasor, 13 maggio 1937) è un ex hockeista su prato italiano.
Ha partecipato al torneo maschile dei giochi della XVII Olimpiade nel 1960.